# نیکون ئی‌ام
نیکون ئی‌ام (به انگلیسی: Nikon EM) یک دوربین عکاسی ساخت شرکت نیکون است.